# Jamalo-Nentsien
Jamalo-Nentsien är ett autonomt okrug runt norra Uralbergen i Ryssland med en yta på 750 300 km² och cirka 540 000 invånare. Huvudort är Salechard medan de största städerna är Nojabrsk och Novyj Urengoj. Det är en del av Tiumen oblast.